# Nicsara trigonalis
Nicsara trigonalis är en insektsart som beskrevs av Walker, F. 1869. Nicsara trigonalis ingår i släktet Nicsara och familjen vårtbitare. Inga underarter finns listade i Catalogue of Life.